# Friedrich Hirschauer
Friedrich Hirschauer (* 2. Oktober 1883 in Landau in der Pfalz; † 9. Dezember 1979 in München) war ein deutscher General der Flakartillerie der Luftwaffe im Zweiten Weltkrieg.

## Leben
Hirschauer trat am 5. Juli 1902 als Fähnrich in das 8. Feldartillerie-Regiment der Bayerischen Armee in Nürnberg ein, wo er als Zugführer und Batterieoffizier eingesetzt war. Dort avancierte er Ende Oktober 1904 zum Leutnant und absolvierte von Oktober 1906 bis Juli 1907 die Artillerie- und Ingenieur-Schule sowie als Oberleutnant von Oktober 1912 bis September 1913 die Militärreitschule München. 
Im Ersten Weltkrieg war Hirschauer zunächst bis Dezember 1914 als Batterieführer tätig und stieg dann zum Adjutanten der I. Abteilung auf. Diese Funktion übte er bis Mai 1915 aus. Anschließend agierte er bis Februar 1918 als Batteriechef und wurde zwischenzeitlich im August 1915 zum Hauptmann befördert. In dieser Position wurde Hirschauer am 16. Juli 1916 zum Kommandanten des zuvor eroberten Fort Douaumont bei Verdun ernannt, dessen Posten er jedoch noch im selben Jahr wieder abgab. Vom 10. Februar 1918, über das Kriegsende hinaus bis Ende September 1919, hatte Hirschauer innerhalb seines Regiments dann die Funktion des Führers der III. Abteilung inne. Für sein Wirken erhielt er beiden Klassen des Eisernen Kreuzes sowie den Militärverdienstorden IV. Klasse mit Schwertern und mit Krone.
Zum 1. Oktober 1919 wechselte Hirschauer als Führer der Infanterie-Geschützbatterie zum 48. Infanterie-Regiment über, wo er bis zu dessen Demobilisierung im Februar 1920 verblieb. Dem folgte vom 27. Februar bis Ende September 1920 eine Verwendung als Batteriechef im Reichswehr-Artillerie-Regiment 24. Zum 1. Oktober 1920 wurde Hirschauer innerhalb der Reichswehr in das 7. (Bayerisches) Artillerie-Regiment versetzt, wo er im Stab der III. Abteilung in Nürnberg tätig war. Vom 1. Februar 1925 bis Ende März 1928 fungierte Hirschauer in der Funktion des Artillerieoffiziers vom Platz bei der Festungskommandantur Cuxhaven, kehrte aber anschließend zu seiner Stabsverwendung beim 7. (Bayerisches) Artillerie-Regiment zurück. Hier stieg Hirschauer schließlich am 1. Februar 1930 zum Kommandeur der III. Abteilung auf und wurde am 1. November 1930 Oberstleutnant. Von November 1932 bis Ende September 1934 war er wieder beim Regimentsstab tätig.
Am 1. Oktober 1934 trat Hirschauer zu der im Aufbau begriffenen Luftwaffe im Range eines Obersts über, wo er bis Ende September 1935 beim Stab des Luftkreis-Kommandos IV in Münster Verwendung fand. Am 1. Oktober 1935 stieg er zum Höheren Kommandeur der Flakartillerie im Luftkreis I in Königsberg auf, dessen Posten er bis Ende Oktober 1936 auch innehielt. Während dieser Zeit war Hirschauer von April bis Oktober 1936 zugleich mit der Führung des Luftgaues Nürnberg betraut. Die Funktion des Höheren Kommandeurs der Flakartillerie, übte Hirschauer im Anschluss als Höherer Kommandeur der Flakartillerie im Luftkreis III in Dresden erneut aus, dessen Leitung er vom 1. November 1936 bis März 1938 innehatte. Nach dem Anschluss Österreichs, wurde Hirschauer nach Wien abkommandiert, wo er vom 1. April 1938 bis 30. Juni 1938 als Kommandeur des Luftgau- und Ersatz-Kommandos fungierte. Hier stieg er mit Wirkung zum 1. Juli 1938 zum Kommandierenden General und Befehlshaber im Luftgau XVII (Wien) auf. In dieser Stellung erfolgte am 1. August 1939 seine Beförderung zum General der Flakartillerie.
Am 1. August 1942 wurde Hirschauer zum Präsidenten des Reichsluftschutzbundes ernannt. Diesen Posten hatte er bis zum 31. Januar 1945 inne und wurde anschließend in die Führerreserve beim Oberkommando der Luftwaffe (OKL) versetzt, wo er im Luftgau-Kommando XVII (Wien) zur Verfügung gehalten wurde. Am 30. April 1945 erfolgte seine Verabschiedung aus dem aktiven Militärdienst. Eine Kriegsgefangenschaft folgte nicht.